# Wasco-Wishram
I Wasco-Wishram sono due tribù native americane Chinook strettamente correlate provenienti dalla zona del fiume Columbia in Oregon. Oggi le tribù fanno parte delle Tribù Confederate di Warm Springs residenti nella Riserva indiana di Warm Springs in Oregon e delle Tribù e Bande Confederate della Nazione Yakama residenti nella Riserva indiana Yakama nello Stato di Washington.

## Storia
I Wishram e i Wasco sono tribù Plateau che sono strettamente correlate e condividono molti aspetti culturali delle tribù della costa nord-occidentale. Essi vivevano lungo le rive del fiume Columbia, presso The Dalles. The Dalles rappresentava una posizione commerciale privilegiata e le tribù beneficiavano di una vasta rete commerciale. Purtroppo, il XIX secolo portò un afflusso di popolazione non-indiana e malattie di origine europea, che causarono grandi perdite alle popolazioni Wasco e Wishram. Entrambe le tribù vennero costrette dagli Stati Uniti nel 1855 a firmare trattati per la cessione della maggior parte delle loro terre. Questi trattati istituirono la Riserva indiana di Warm Springs.

### Wasco
Wasco deriva alla parola Wacq!ó, che significa "coppa" o "piccola ciotola", il nome di una caratteristica roccia a forma di ciotola vicino al villaggio storico primario della tribù. Tradizionalmente essi vivevano sulla sponda Sude del fiume Columbia. Nel 1822, venne stimato che la loro populazione ammontava a 900 persone. Essi furono suddivisi in tre sottotribù: i Dalles Wasco o Wasco propriamente detti (alias "Ki-gal-twal-la" sul lato Sud del fiume Columbia vicino a The Dalles nella Contea di Wasco), gli Hood River Wasco (sull'Hood River o Dog River fino allo sbocco nel fiume Columbia; Lewis e Clark li raggrupparono con la Banda del White Salmon River e li chiamarono Banda Smock-Shop di Chil-luck-kit-te-quaw, ma essi erano due gruppi separati: la Banda del White Salmon River nello Stato di Washington e la Banda dell'Hood River in Oregon, chiamata Ninuhltidih (Curtis) o Kwikwulit (Mooney)) e gli Indiani della Cascata (Cascade Indians in inglese) o Watlala (a valle degli altri gruppi Wasco, due gruppi, uno su ciascun lato del fiume Columbia; il gruppo dell'Oregon fu chiamato Gahlawaihih [Curtis]). 
I Watlala, il cui dialetto è il dialetto più divergente dei Wasco, potrebbero essere stati una tribù separata anche se identificata come Wasco dal 1830.

### Wishram

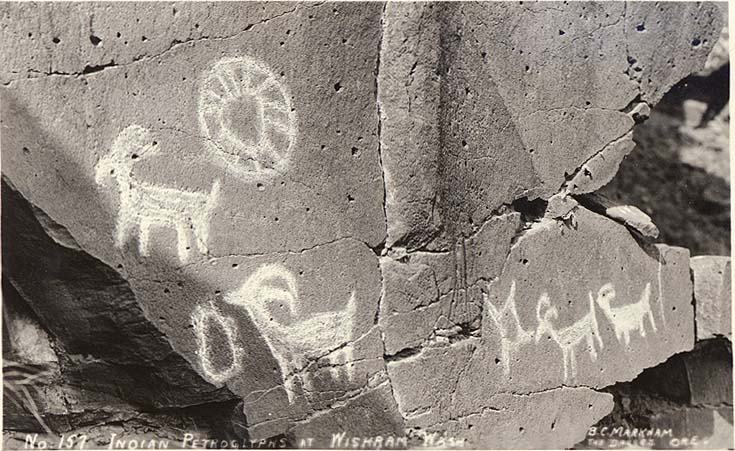
Incisione rupestre Wishram presso il fiume Columbia

I Wishram sono conosciuti come i Tlakluit e i Echeloot. Tradizionalmente, essi si insediarono in villaggi permanenti lungo la sponda Nord del fiume Columbia. Nei XVIII secolo, la popolazione Wishram stimata ammontava a 1500 persone. Nel 1962 solo 10 persone Wishram vennero conteggiate con il censimento nello Stato di Washington.

### Diritti di pesca
I trattati del 1855 firmati dai Wasco-Wishram stabilirono che le tribù pescassero "presso tutte ... le stazioni abituali e consuete in comune con i cittadini degli Stati Uniti ...". Tra il 1938 e il 1956, la diga di Bonneville, la diga di Grand Coulee e la diga di The Dalles, tutte insieme, portarono danni alla pesca dei nativi americani. Il governo pagò denaro alle tribù per compensare la perdita di pesce; tuttavia, ciò non portò alcuna compensazione per l'importanza culturale e religiosa che aveva per le tribù la pesca del salmone e della trota. Nel 1974 un caso giudiziario di rilevanza storica ha confermato i diritti delle tribù della costa nord-occidentale di pescare come facevano storicamente.

## Età contemporanea
Le Tribù Confederate di Warm Springs dell'Oregon contano 4000 membri tribali iscritti che sono Wasco, Walla Walla, Tenino e Paiute del Nord. Si stima che 200 di questi 4000 siano Wasco. I Wishram sono prevalentemente iscritti nelle Tribù e Bande Confederate della Nazione Yakama nello Stato di Washington.

### Lingua
La lingua Wasco-Wishram fa parte della suddivisione delle lingue chinook superiori o Kiksht della famiglia delle lingue chinook, essa stessa proposta come una branca della famiglia delle lingue penuti. Attualmente, cinque anziani della Riserva di Warm Springs parlano diffusamente. La tribù ha un programma linguistico per far rivivere il suo uso tra i membri tribali di tutte le età.

### Arte
Entrambe le tribù sono famose per le loro intricate sculture in legno, perline e cesteria. L'artista Wasco-Tlingit Pat Courtney Gold prende i tradizionali disegni Wasco-Wishram e li intreccia in cestini contemporanei.